# Farmoriah
Farmoriah  est une ville et une sous-préfecture de la préfecture de Forécariah, dans la région de Kindia, en Guinée. C'est le chef-lieu de la préfecture et la capitale de la région.

## Toponymie
La localité s'appelait précédemment Farmoréah.

## Population et société

### Démographie
La population est de 33 057 habitants d'après les données statistique de 2014,.

## Culture locale et patrimoine

### Personnalités liées à la ville
- Kemoko Touré, ancien directeur général de la Compagnie des bauxites de Guinée (CBG) y est né[1].